# IMALU
IMALU(일본어: イマル, 1989년 9월 19일 -)는 일본의 패션 모델이다. 본명을 그대로 예명으로 하고 있으나 성은 공개하지 않았다.

## 인물
- 코미디언 아카시야 산마와 배우 오오타케 시노부의 딸이다.

- 중학교를 졸업한 뒤 캐나다의 빅토리아에 소재한 고등학교로 조기 유학을 떠났고 2008년 4월에 졸업했다[2].

- 양친이 모두 연예인인 탓에 일찍부터 연예인이 될 생각을 가지게 되어, 특히 가수를 목표로 하고 공부하기도 했다[3].

### 활동 관련
- 일본의 패션 잡지인 Zipper의 2009년 6월호를 통해 모델로 데뷔하게 된다. 이마루는 키가 150cm에 지나지 않음에도 불구하고 Zipper의 편집장으로부터 "머리가 작아서 몸 전체의 균형이 잘 잡혀 있다"고 찬사를 들었다.[4]

- 2009년 8월 들어 그룹 175R(ja)의 멤버 쇼고(ja)와의 스캔들이 알려지고, 8월 25일에 있었던 이벤트에서는 몹시 긴장한 모습을 보여 취재진들을 실망시킴으로써 평판이 나빠졌다.[5]

### 이름 관련
- 예명에 대한 해석은 산마의 좌우명인 "生(い)きてるだけで丸(まる)儲け"(살아 있는 것만으로 떼돈 벌기)의 준말이 공식적이나 시노부는 “今(いま)を生（い）きる”(지금을 살아간다)의 준말이라고 주장하고 있다.

- 이름을 지을 당시 일가의 이름이 각각 숫자로 시작되어 그에 맞춰 지은 이름이다. 오빠가 일본어로 2를 뜻하는 に로 시작되는 니치카(にちか), 아버지가 일본어로 3을 뜻하는 さん으로 시작되는 산마(さんま)[6], 어머니가 4를 뜻하는 し로 시작되는 시노부(しのぶ)로, 1(いち)로 시작되는 이름이 없었기에 이러한 이름을 붙였다.[7]

- 산마가 이러한 작명을 시노부의 어머니(즉 장모)인 에 스테루(江すてる)에게 보고하자 스테루는 이름이 너무 독특함을 이유로 맹반대하였다. 그러나 산마는 "스테루에게 그런 푸념 듣고 싶지 않다"며 일축했다. 스테루(すてる)는 일본어로 '버리다'라는 뜻이다.[7]

## 출연

### 드라마
- 리얼 클로즈 (2009년) 아마노 마유 역

### 라디오
- tre-sen(ja)

### 잡지
- Zipper(ja)